# Ille-sur-Têt
Ille-sur-Têt (em catalão:  Illa ou Illa del Riberal) é uma comuna francesa na região administrativa da Occitânia, no departamento dos Pirenéus Orientais. Estende-se por uma área de 31.67 km², com 5.436 habitantes, segundo o censo de 2018, com uma densidade de 170 hab/km².